# Nemopistha cognata
Nemopistha cognata là một loài côn trùng trong họ Nemopteridae thuộc bộ Neuroptera. Loài này được Kimmins miêu tả năm 1938.